# Синдром самозванца
Синдро́м самозва́нца (англ. impostor (imposter) syndrome) — психологическое явление (синдром), при котором человек не способен приписать свои достижения собственным качествам, способностям и усилиям. Несмотря на внешние доказательства их состоятельности, люди, подверженные синдрому, продолжают быть уверенными в том, что они — обманщики и не заслуживают успеха, которого достигли. Успехи они, как правило, объясняют удачей, попаданием в нужное место и время или введением других в заблуждение, создав образ более умного и компетентного человека, чем есть на самом деле.

## История вопроса
Впервые термин «феномен самозванца» появился в 1978 году в статье Паулины Клэнс (англ. Pauline R. Clance) и Сюзанны Аймс (англ. Suzanne A. Imes), по наблюдениям которых многие успешные женщины были склонны считать, что они не умны, и что окружающие переоценивают их.
Синдром самозванца не считается психическим расстройством и не содержится в МКБ-10 и DSM-IV, однако был темой исследований многих психологов. Было выяснено, что несмотря на то, что некоторые люди более подвержены синдрому самозванца, он также не является чертой характера, хотя долгое время считался врождённым качеством. С 2000-х он изучается как реакция на определённые ситуации и раздражители.

## Клиническая картина
Чувства при синдроме самозванца можно разделить на три категории:
- Ощущение себя притворщиком, когда человек считает, что не заслуживает достигнутого успеха или профессиональной позиции, полагая, что окружающие ошибочно думают иначе. Как правило, такие мысли идут рука об руку со страхами быть разоблачённым, например, что коллеги поймут, насколько человек, подверженный синдрому, некомпетентен в своей профессиональной области. Страх разоблачения значительно увеличивает страх провала, а также страх перед успехом, так как предполагается, что успех — большая ответственность.
- Объяснение своих успехов удачей или другими внешними причинами, но не своим трудом или способностями. Вместе с этим человек боится, что в следующий раз ему не повезёт.
- Обесценивание своих успехов, когда человек полагает, что сделанное дело было чересчур лёгким и не заслуживающим большого внимания.

По данным некоторых исследователей, к синдрому самозванца чаще приводят две модели семьи. В первом случае родители по-разному оценивают своих детей, вешая на них ярлыки. Например, они могут считать одного ребёнка более умным, чем другого, и не менять свои представления о детях, что бы те ни делали впоследствии. В конце концов это может привести к тому, что тот ребёнок, которого считали менее умным, не будет ощущать себя умным, даже если будет получать более высокие оценки или добьётся более значительных успехов, чем «умный» ребёнок. Во втором случае родители идеализируют своего ребёнка. В дальнейшем, когда ребёнок вырастает и сталкивается с трудностями, он начинает сомневаться в правоте своих родителей, а также скрывает, что ему трудно, поскольку не хочет рушить идеализированное представление родителей о себе. В итоге это приводит к тому, что человек считает себя посредственностью.
Некоторые ученые считают, что синдром самозванца связан с локусом контроля. Причем для «самозванцев» более характерен внешний локус: успехи приписываются влиянию внешних факторов, а вина за неудачи принимается на себя.
Синдром самозванца не является абсолютным диагнозом, некоторые люди могут ощущать нечто подобное в одних ситуациях и не ощущать в других.

## Распространённость
Согласно психологическому исследованию, проведённому в 1980-х годах, двое из пяти успешных людей считают себя обманщиками, по результатам других исследований 70 % людей время от времени чувствуют себя самозванцами.
По имеющимся сведениям, среди людей, испытывавших синдром самозванца: сценарист Чак Лорри, писатель Нил Гейман, комедийный актёр Томми Купер, предпринимательница Шерил Сэндберг, член Верховного суда США Соня Сотомайор и актриса Эмма Уотсон.
Даже Альберт Эйнштейн страдал синдромом самозванца под конец своей жизни. За месяц до смерти он признался своему другу: «Подчёркнутое уважение, которым окружено дело моей жизни, заставляет меня чувствовать себя не в своей тарелке. Я невольно ощущаю себя мошенником».

### Демографические данные
Изначально считалось, что синдром самозванца более распространён среди женщин, однако последние исследования показали, что он свойственен как успешным мужчинам, так и успешным женщинам. Другими демографическими группами, подверженными синдрому, являются афроамериканцы, одарённые дети и ЛГБТ. Будучи подверженными позитивной дискриминации, люди, принадлежащие к видимым меньшинствам, чаще склонны сомневаться в своих способностях, им кажется, что их наняли на работу не благодаря их навыкам. Синдромом самозванца часто страдают студенты, получающие последипломное образование, и учёные, начинающие свою карьеру в качестве преподавателей на постоянной позиции.

## Лечение
Когнитивно-поведенческая психотерапия изучает процесс мышления, чтобы понять, почему человек, подверженный синдрому, так принижает свой успех. Чтобы избавиться от синдрома самозванца, нужно превозмочь в себе определённые предрассудки, например перестать считать, что простая ошибка говорит о способностях человека. Цель лечения состоит в том, чтобы научить человека распознавать негативные и разрушительные мысли и избегать их. Теоретически, когда человек научится распознавать такие мысли, он сможет сопоставить мысли с реальностью и определить недочёты в ходе своего мышления.
Другой подход, когерентная терапия, проводится исходя из предположения о существовании бессознательного, расположенного в лимбической доле, эмоциональном центре и правом полушарии мозга. Оно считается неподвластным терапевтическим беседам и рациональному мышлению. Излечение, по мнению приверженцев данной терапии, происходит, лишь когда внутренний механизм осмысления изменится, тогда требования «не попадаться на глаза» и «бояться раскрытия» исчезнут. Аналогична концепция Жана Пиаже — «аккомодация» в процессе когнитивного развития.
Письменная терапия позволяет организовать мысли у подверженного синдрому. Если он увидит собственные достижения (вместо внутреннего анализа), то сможет сопоставить их с реальностью, а текст будет служить напоминанием. Данное упражнение должно помочь избавиться от ощущения некомпетентности.